# Boletus orovillus
Bolétus orovíllus (лат.) — гриб семейства болетовые (Boletaceae).

## Биологическое описание

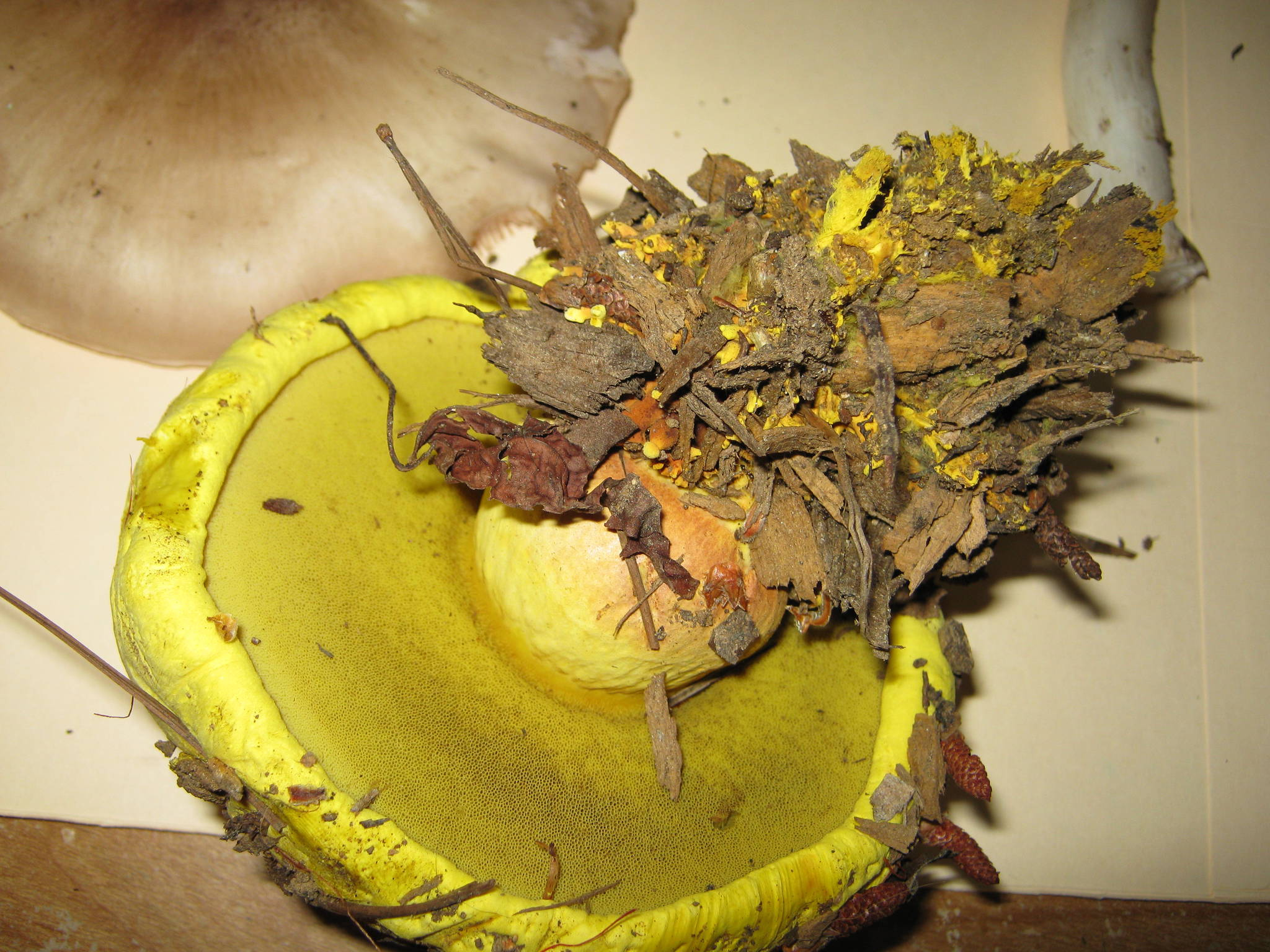

- Шляпка 8—15 см в диаметре, в молодом возрасте выпуклая, затем становящаяся плоско-выпуклой, со сначала подвёрнутым, ровным или волнистым краем. Поверхность шляпки сухая, в сырую погоду липкая, в молодом возрасте ярко-жёлтого, затем выцветающая до тёмно-жёлтого цвета.
- Мякоть желтоватая, в молодом возрасте сильно и быстро синеет, к старости нередко синеет слабо или вовсе не меняет цвет. Запаха и вкуса нет.
- Гименофор трубчатый, в молодом возрасте жёлтый или желтовато-оливковый, к старости охристо-коричневая или красно-коричневая.
- Ножка 5—9 см длиной и 2,5—4,5 см толщиной, булавовидной формы, без сеточки, желтоватая, иногда с красно-коричневым оттенком, темнеющая при прикосновении.
- Споровый порошок оливково-коричневого цвета. Споры 5,5—6,5×3,5—4 мкм, гладкие, эллипсоидной формы.
- Встречается одиночно или небольшими группами, у сосновых пней. Встречается в конце лета.
- Токсичность или съедобность неизвестна.